# 유엔 한국 민사지원단
유엔 한국 민사지원단(-韓國民事支援團, 영어: United Nations Civil Assistance Corps Korea (UNCACK))는 1950년과 1953년사이 한국 전쟁 당시 대한민국의 재건을 지원하던 유엔의 군사 기구였다. 국제연합 한국재건단(United Nations Korean Reconstruction Agency, UNKRA)와 같이, 국제연합 한국 민사지원단은 전쟁기간 도중 인도주위적 지원을 담당하였다.
유엔 한국 재건단와 같이, 유엔 한국 민사지원단은 전쟁기간 동안, 인도주의적 지원을 담당하였다.

## 목적
유엔 한국 민사지원단의 주 목적은 질병을 예방하고, 민간인의 기아와 더불어 동요를 막는 것이었다. 한국 전쟁 도중 유엔의 자금 지원이 힘들었기 때문에, 국제연합의 가입국들의 식량, 물자, 그리고 기술적 지원을 공급해주는 구조로 기능하였다.

## 역사
1950년 12월 1일, 전투부대의 민간원조반과 크로포드 F. 샘스 준장이 이끄는 UN Public Health and Welfare Detachment를 모아 제8201부대 유엔 한국 민사지원단으로 개편하고 전장을 뺀 한반도 전 지역에서 민간 원조를 담당하였다. 33개 회원국에서 450 mil 미국 달러를 지원받았다.
1953년 한국 전쟁의 휴전 협정이 조인된후, 유엔 한국 민사지원단의 임무는 7월 1일 미국 극동사령부 예하 한국민사원조처(KCAC)로 이관되었다. 미국을 중심으로 하는 원조 관계로 바뀌면서 유엔 원조기구와의 관계를 명확하게 정리하기 위함이었다.

## 구조
1953년 기준
- 사령관
- Economic Coordinator→경제협력관
- 부관(영어판)
- 부사령관/참모장
  - 현장운영 참모차장
    - 항공반

  - 행정 참모차장
- Information Branch→정보과
- Military Supply→군사보급
- Headquarters Commandant→본부지휘부
- Planning Division→계획부
  - Requirements Branch→소요과
  - Progrmas Branch→프로그램과
- Supply Division→보급부
  - Civil Supply Branch→민간보급과
  - Movements Control Branch→이동통제과
  - Sales Branch→판매과
  - Records Branch→기록과
- Control Division→통제부
  - Management Branch→관리과
  - Statistics and Reports Branch→상황보고과
  - Accunting and Audit Branch→회계재무감사과
- Public Facilities Divison→공공시설부
  - Public Works Branch→공무과
  - Communcations Branch→통신과
  - Transportation Branch→운송과
  - Power Branch→전력과
- Governments Services Division→정부업무부
  - Social Affairs Branch→사회과
  - Labor Branch→노동과
  - Public Health Branch→보건과
  - Legal Branch→법무과
  - Agriculture Branch→농업과
  - Government and Poltical Branch→정부정책과
- 현장팀
  - 서울시
  - 경기도
  - 광원도
  - 충천북도
  - 충천남도
  - 전라북도
  - 전라남도
  - 경상북도
  - 경상남도
  - 제주도

## 참고

### 인용
1. ↑  8201st Army Unit Civil Information Section RELEASE NO. 135 WITH THE UNITED NATIONS CIVIL ASSISTANCE COMMAND IN KOREA (UNCACK) http://www.koreanwar-educator.org/memoirs/bradley_roger/index.htm
2. ↑  “History of the Korean War” (영어). 2023년 9월 20일에 원본 문서에서 보존된 문서. 2023년 3월 31일에 확인함.
3. ↑  KOREA CIVIL ASSISTANCE COMMAND (KCAC)
4. ↑  Troy 2011, 72쪽.

### 자료
- 이임하 (2013년 12월 13일). “한국전쟁기 유엔민간원조사령부(UNCACK)의 보건·위생 정책—급성전염병을 중심으로”. 2023년 3월 31일에 확인함.
- Sacquety, Troy J. (2011). 《Same Organization, Four Different Names: U.S. Army Civil Affairs in Korea 1950-1953》 (PDF). Veritas (영어) 7. 2023년 3월 31일에 확인함.